# Landesregierung Ratzenböck III
Die Landesregierung Ratzenböck III unter Landeshauptmann Josef Ratzenböck (ÖVP) bildete die Oberösterreichische Landesregierung in der XXIII. Gesetzgebungsperiode des Oberösterreichischen Landtags vom 28. Oktober 1985 bis zum 29. Oktober 1991.
Bei der Landtagswahl 1985 hatte es nur geringe Verschiebungen gegenüber der Landtagswahl 1979 gegeben, weshalb die Landesregierung bei der Wahl 1985 gegenüber der Landesregierung Ratzenböck II unverändert blieb. Während der Gesetzgebungsperiode verunglückte Johann Winetzhammer (ÖVP) am 26. Mai 1986 tödlich, woraufhin der bisherige Landtagsabgeordnete Helmut Kukacka am 16. Juni 1986 zum Landesrat gewählt wurde. Kukacka blieb nur bis zum 23. November 1987 Mitglied der Landesregierung, da er zum geschäftsführenden Generalsekretär berufen worden war. Er wurde an diesem Tag von Josef Pühringer als Landesrat abgelöst. Auch Ernst Neuhauser (SPÖ) schied am 6. November 1988 aus der Landesregierung aus und wurde am selben Tag durch Fritz Hochmair ersetzt. Gerhard Possart (ÖVP) legte seine Funktion als Landeshauptmann-Stellvertreter am 12. Oktober 1989 zurück und wechselte als Klubobmann in den Landtag. Als sein Nachfolger wurde an diesem Tag Karl-Albert Eckmayr gewählt. Zuletzt legten auch Albert Leibenfrost (ÖVP) und Hermann Reichl (SPÖ) ihre Funktion am 6. November 1990 nieder, sie wurden noch am selben Tag durch Christoph Leitl (ÖVP) und Gerhard Klausberger (SPÖ) ersetzt.

## Regierungsmitglieder
| Amt                                                     | Name                | Partei | Zuständigkeitsbereiche |
| ------------------------------------------------------- | ------------------- | ------ | ---------------------- |
| Landeshauptmann                                         | Josef Ratzenböck    | ÖVP    |                        |
| Landeshauptmann-Stellvertreter                          | Karl Grünner        | SPÖ    |                        |
| Landeshauptmann-Stellvertreter                          | Karl-Albert Eckmayr | ÖVP    |                        |
| Landesrat                                               | Leopold Hofinger    | ÖVP    |                        |
| Landesrat                                               | Christoph Leitl     | ÖVP    |                        |
| Landesrat                                               | Josef Pühringer     | ÖVP    |                        |
| Landesrat                                               | Leo Habringer       | SPÖ    |                        |
| Landesrat                                               | Fritz Hochmair      | SPÖ    |                        |
| Landesrat                                               | Gerhard Klausberger | SPÖ    |                        |
| Vorzeitig ausgeschiedene Mitglieder der Landesregierung |                     |        |                        |
| Landeshauptmann-Stellvertreter                          | Gerhard Possart     | ÖVP    |                        |
| Landesrat                                               | Johann Winetzhammer | ÖVP    |                        |
| Landesrat                                               | Hermann Reichl      | SPÖ    |                        |
| Landesrat                                               | Helmut Kukacka      | ÖVP    |                        |
| Landesrat                                               | Albert Leibenfrost  | ÖVP    |                        |
| Landesrat                                               | Ernst Neuhauser     | SPÖ    |                        |